# Siersburg
Siersburg (en sarrois Siirsbursch) est un ortsteil de Rehlingen-Siersburg en Sarre.

## Géographie

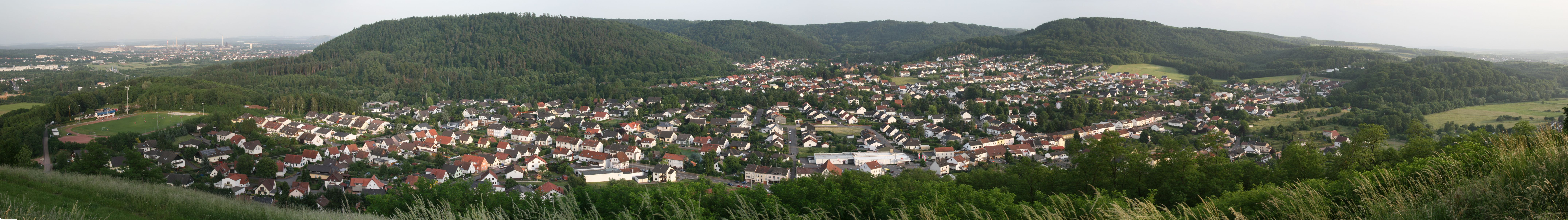

## Toponymie
- Siersdorf : Siestroff (1802). En sarrois : Siirsdroff.

## Histoire
Au XVIIe siècle, la région possédait des vignes.
Le nom de Siersburg provient du château éponyme, dépendant de la paroisse d'Itzbach. Il a été le chef-lieu de Merzig et du Saargau, et fut pris par le Maréchal de la Ferté au XVIIe siècle.
L'entité nommée Siersburg fut créée en 1937 par le regroupement de Büren, Itzbach et Siersdorf. Puis en 1974, Siersburg fut fusionné avec Rehlingen. 

## Lieux et monuments

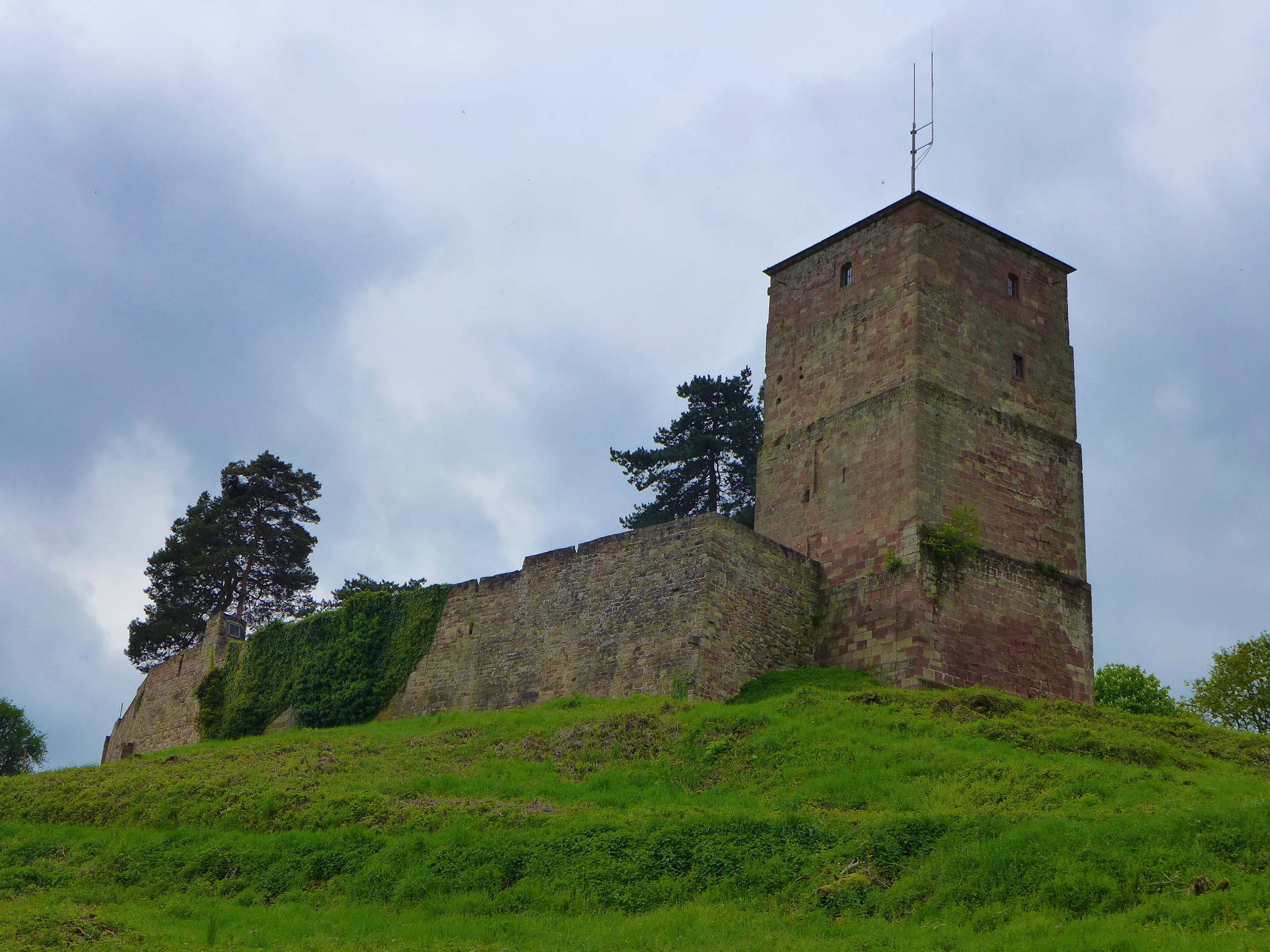
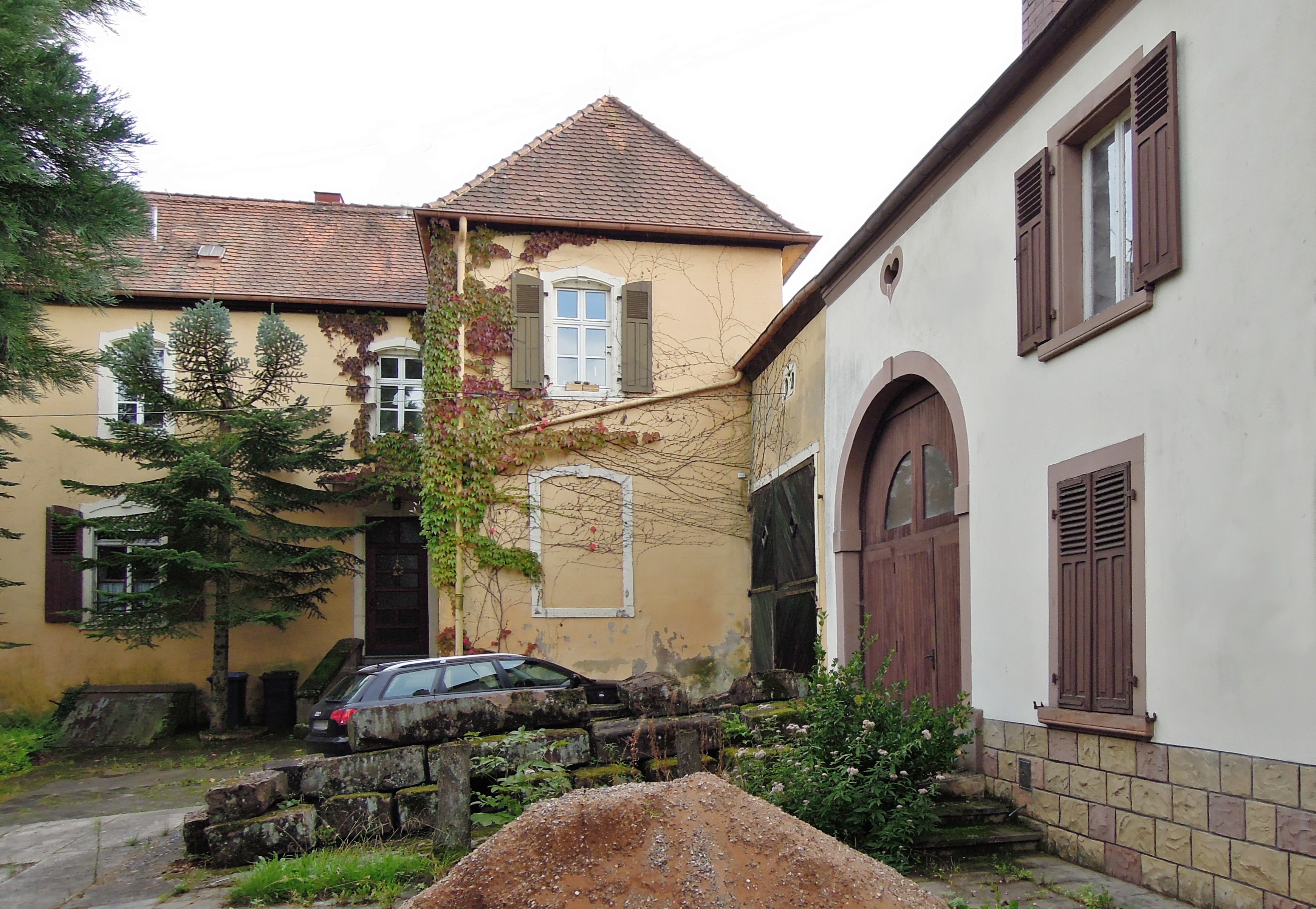
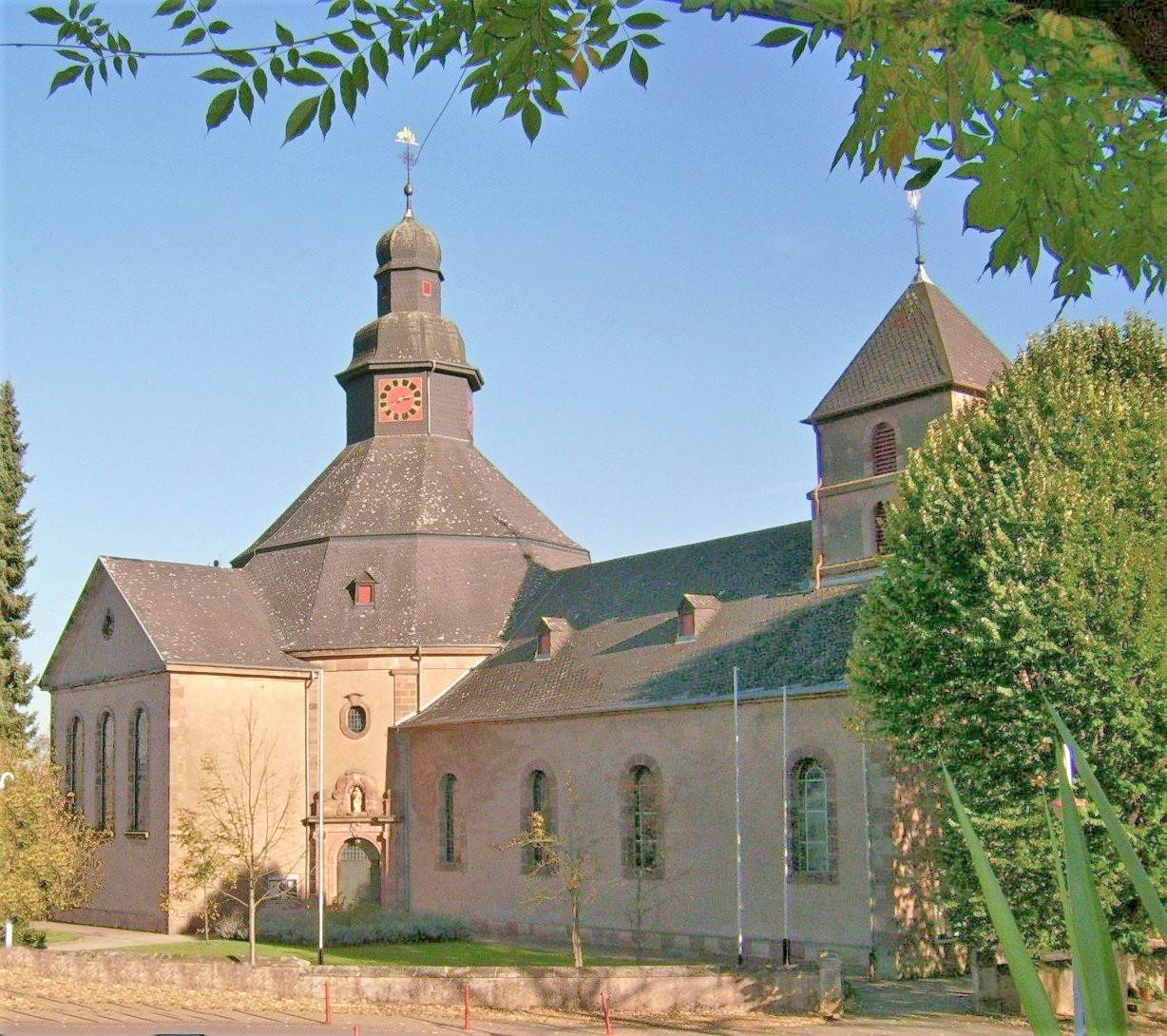
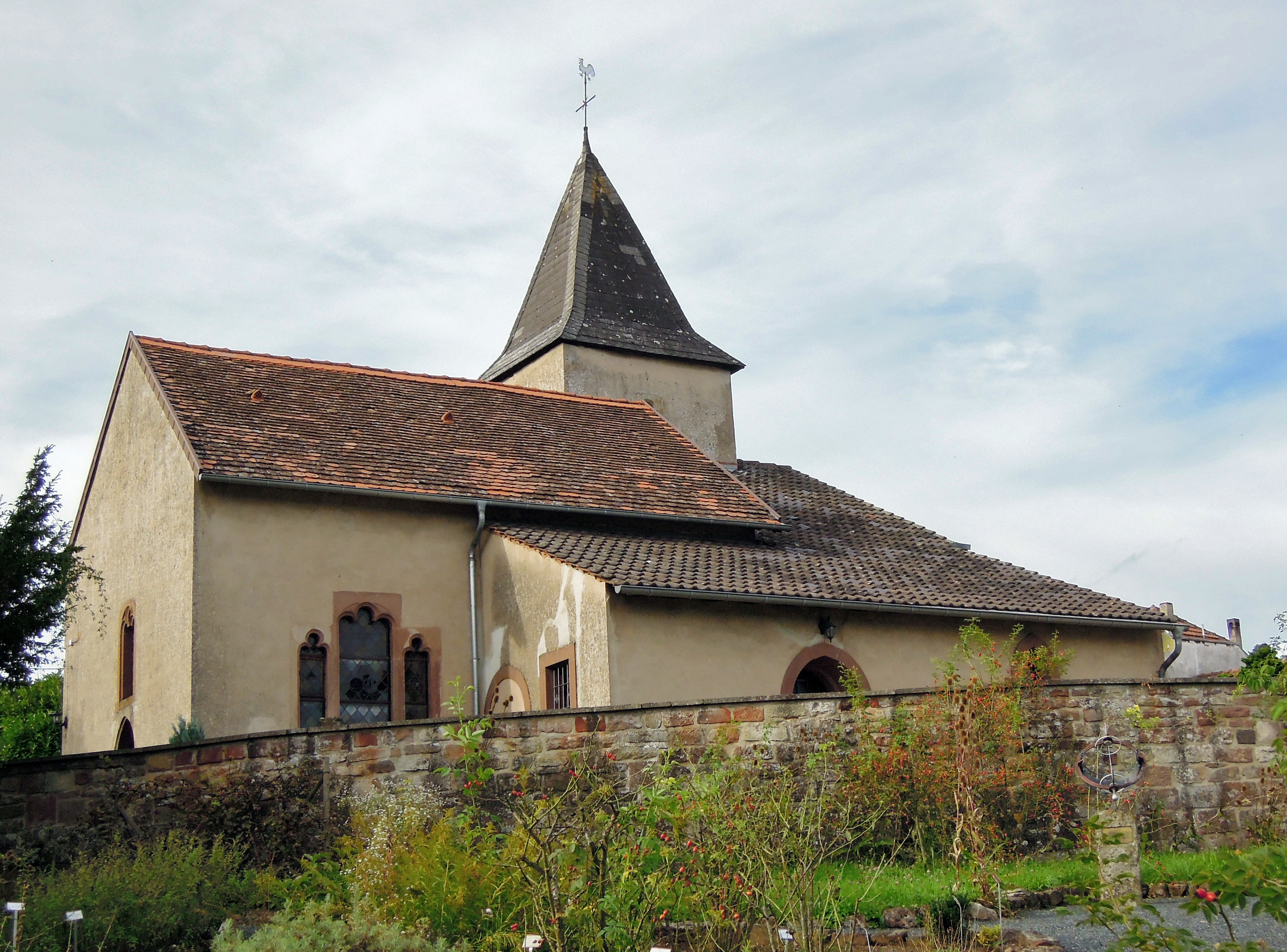
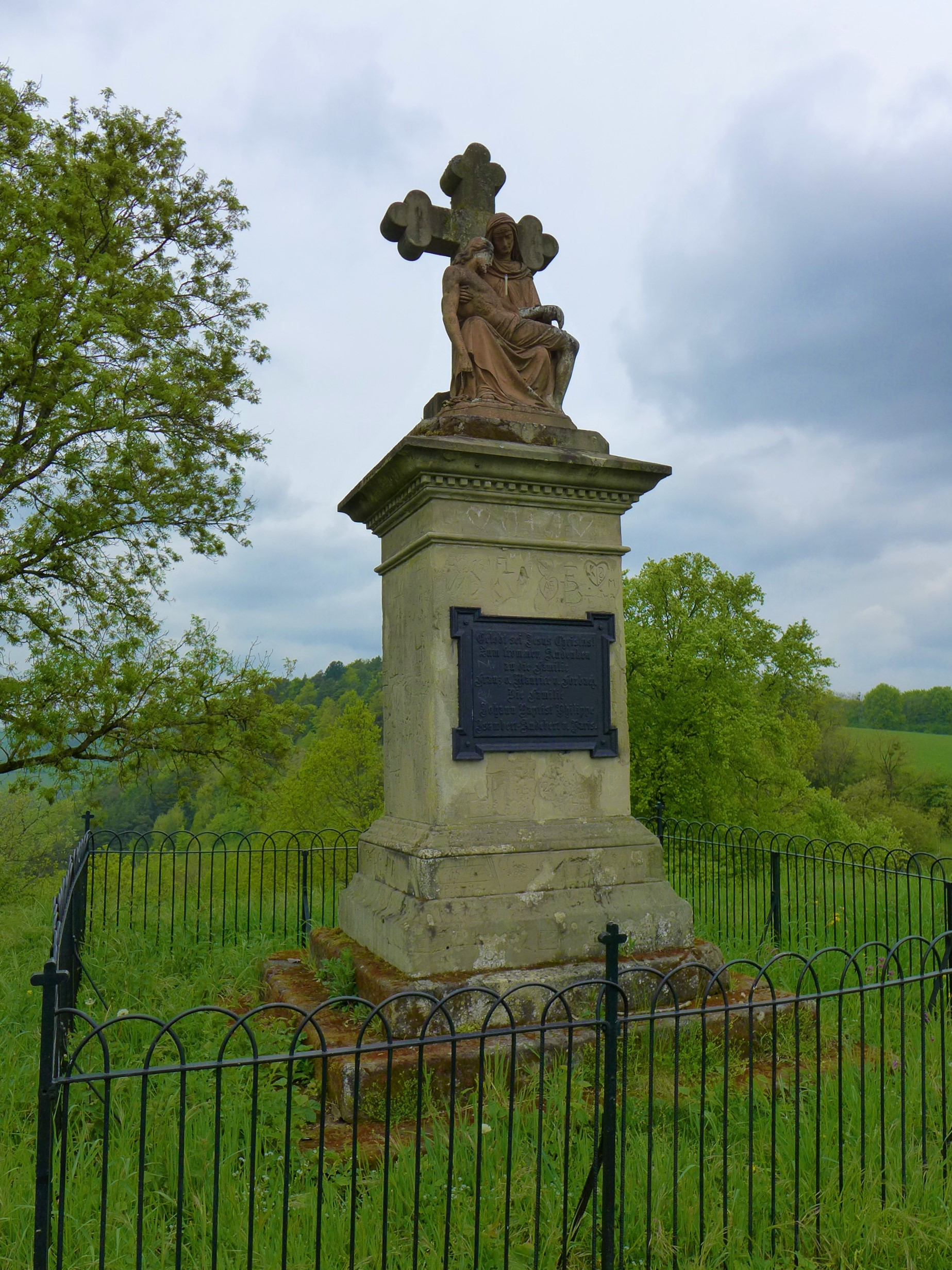
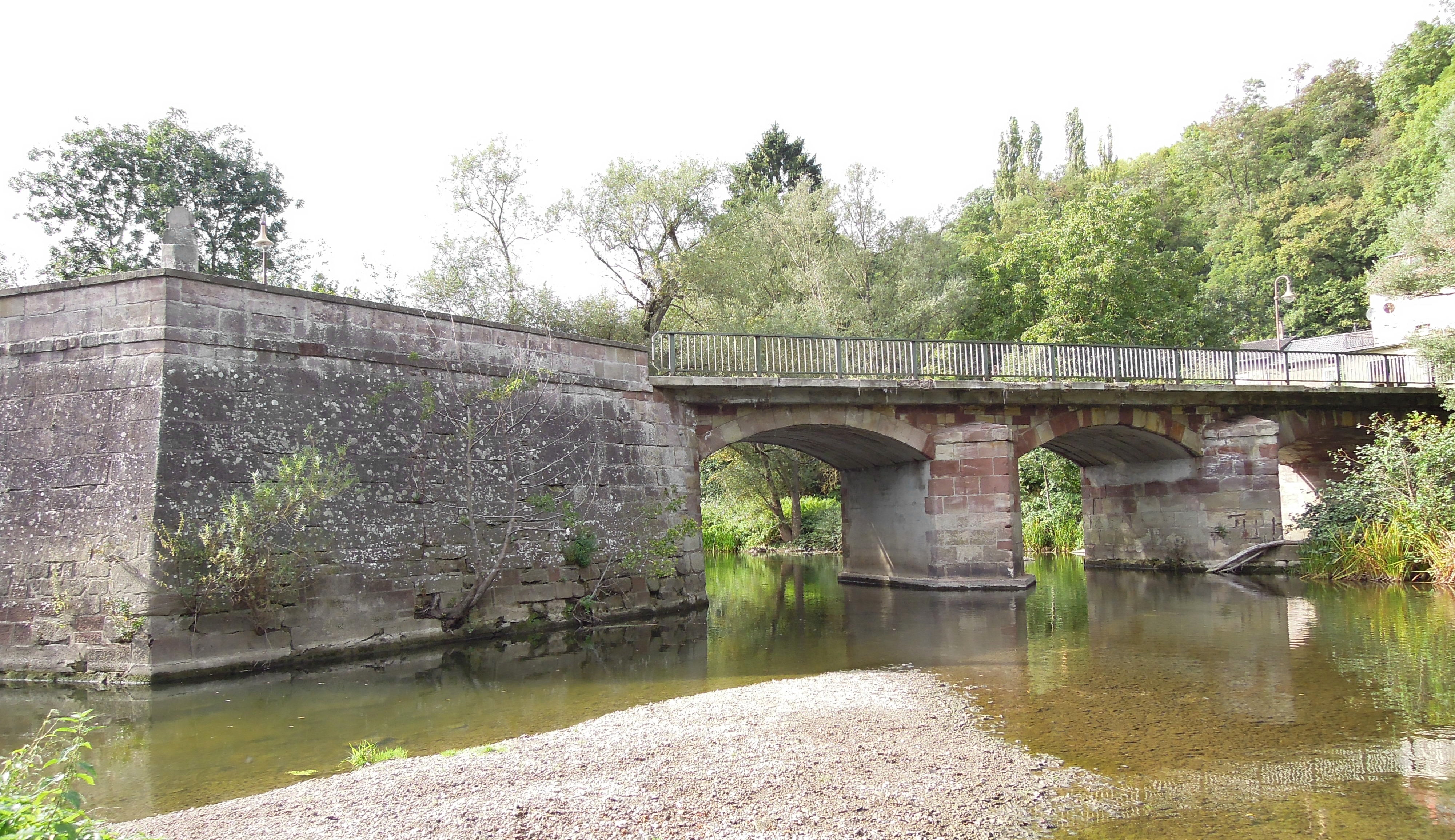
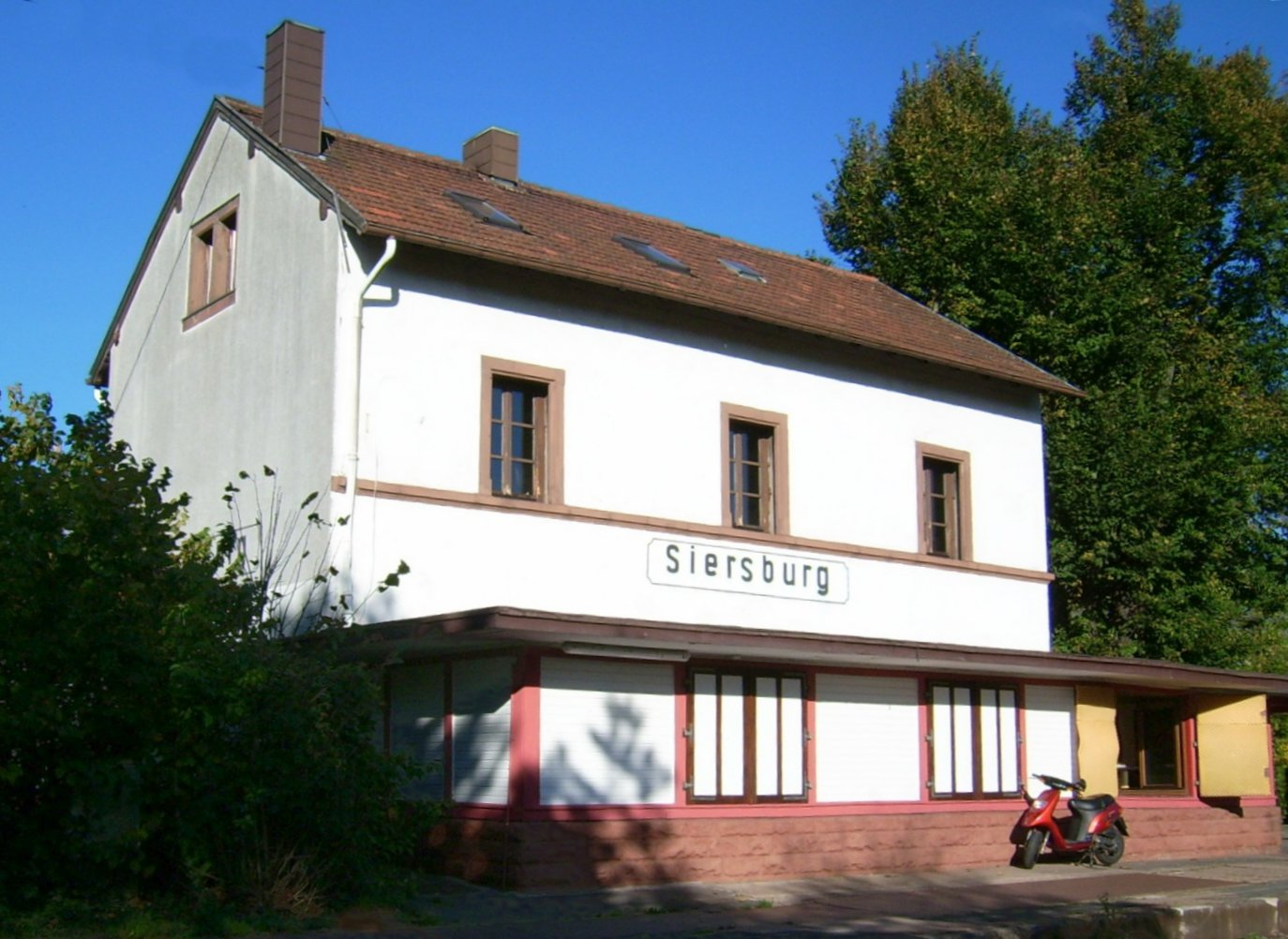
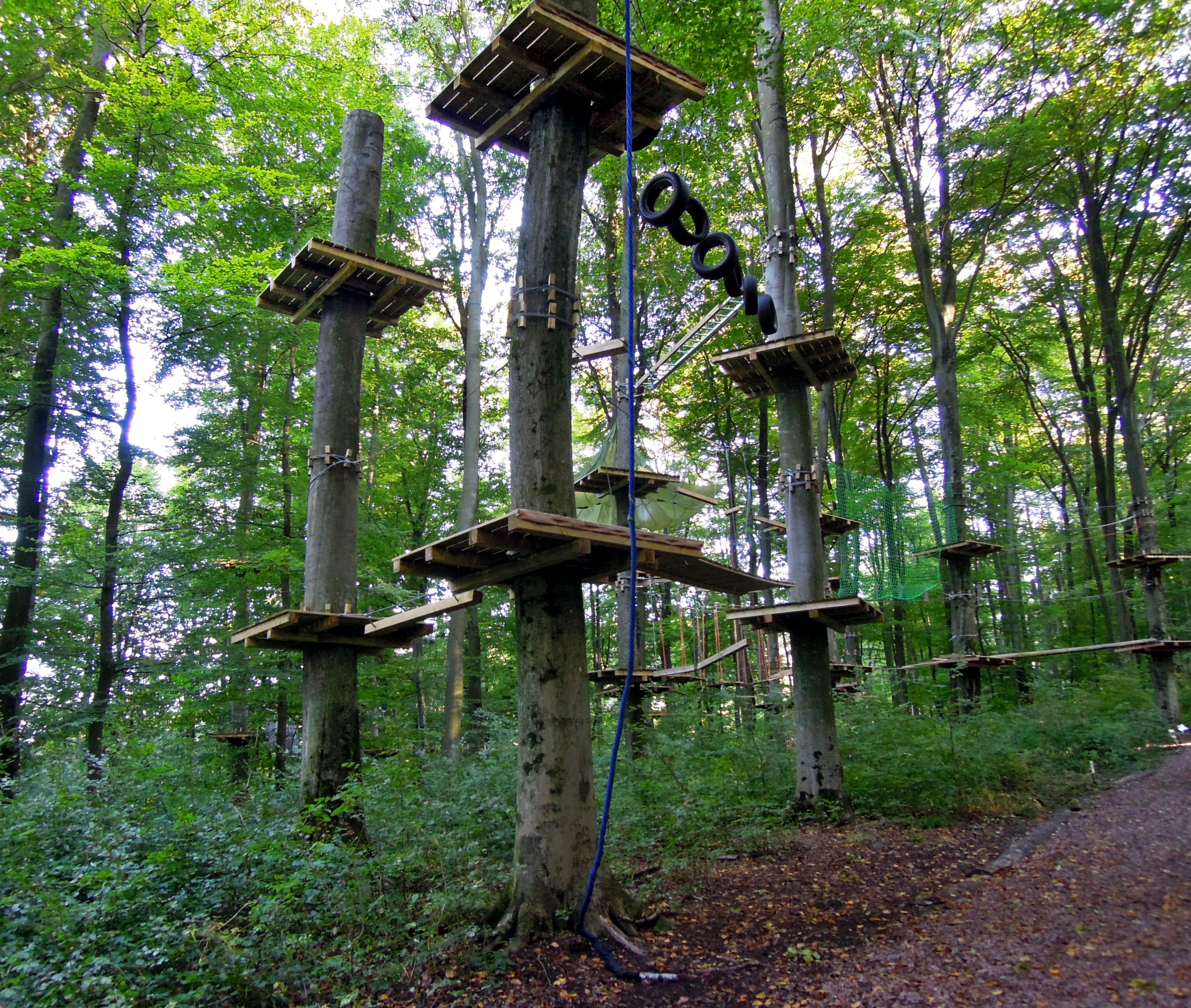

## Héraldique
Blason : Porte d'azur, à la tour crénelée d'argent, maçonnée de sable, surmontée d'une aigle impériale d'or, se reposant sur la tour.